# Jack Spellman
Jack Spellman (n. 14 iunie 1899, Middletown⁠(d), Connecticut, SUA – d. 1 august 1966, Mashonaland West, Zimbabwe) a fost un jucător de fotbal american ce a reprezentat Statele Unite ale Americii, medaliat olimpic. A participat la o ediție a Jocurilor Olimpice (1924) în care a câștigat o medalie de aur.

## Participări
Lista de mai jos prezintă principalele competiții la care a participat Jack Spellman de-a lungul carierei.
- wrestling at the 1924 Summer Olympics – men's freestyle light heavyweight[*]